# Grammonus waikiki
Grammonus waikiki is een straalvinnige vissensoort uit de familie van naaldvissen (Bythitidae). De wetenschappelijke naam van de soort is voor het eerst geldig gepubliceerd in 1964 door Cohen. De soort was aanvankelijk beschreven als Microbrotula nigra Gosline, 1953, maar Cohen was van mening dat de soort in het geslacht Oligopus moest worden geplaatst. Oligopus niger was echter niet als naam beschikbaar. Cohen publiceerde daarop de naam Oligopus waikiki gebaseerd op hetzelfde holotype.